# Manoir du Grand Taute
Le manoir du Grand Taute est une ancienne demeure fortifiée, de la fin du XVIe siècle, qui se dresse sur la commune déléguée de Saint-Sauveur-Lendelin au sein de la commune nouvelle de Saint-Sauveur-Villages dans le département de la Manche, en région Normandie.
Le manoir fait l’objet d’une inscription partielle au titre des monuments historiques.

## Localisation
Le manoir du Grand Taute est situé à 3 kilomètres au sud-est de l'église Saint-Laurent de Saint-Sauveur-Lendelin, dans le département français de la Manche.

## Historique
Les premiers occupants sont des membres de la famille Petiot. Un Simon Le Petiot, vicomte du bailliage, est, en 1359, puni, car chevauchant de concert avec une troupe anglaise.
Le premier seigneur connu de Taute est Jean Langlois, avocat du roi au bailliage de Saint-Sauveur-Lendelin, qui est mentionné dans un texte de 1564 comme sieur de Taute. Issu d'une famille noble originaire d'Orval, il avait épousé Olive Le Petiot. Le manoir actuel qui date de la fin du XVIe siècle a probablement été bâti, dans les années 1580, lors des guerres de Religion, par ce Jean Langlois. En 1588, le manoir est attaqué par des protestants, Langlois était partisan de la Ligue. La partie droite du logis est gravement endommagée, probablement par un incendie. À la suite de cette attaque, Langlois part résider à Coutances chez la nièce de son épouse, Jeanne Le Petiot, mariée au sieur de Montcuit, un Escoulant, qui héritera, quelques années plus tard du Grand Taute.
Vers le début du XVIIe siècle, Jean Lecocq (Lecoq), simple écuyer et officier de justice, déjà en possession du Petit Taute, acquiert le Grand Taute. Au XVIIe siècle, les Lecocq donneront plusieurs lieutenants-généraux à l'administration royale.
Le manoir, habité jusqu'en 1670, est transformé ensuite en ferme, et ce jusqu'en 1872.
Aux XVIIIe et XIXe siècles, les possesseurs du manoir sont successivement les familles Le Breton de Beaucoudray, les Tardif de Vauclair et les Verdun de la Crenne..
Au milieu du XIXe siècle, le manoir est acquis par Pierre Delalande, notaire à Saint-Sauveur-Lendelin. Les Delalande le conserveront pendant près de 100 ans.
Le manoir est épargné lors de la Seconde Guerre mondiale, seules les écuries sont partiellement détruites, touchées en 1944 par un obus. Elles ont été restaurées après-guerre en parpaings.
En 1995, la propriété est achetée par Chantal et Christian Herrault, qui le restaurent et en font leur résidence secondaire.

## Description
Le manoir, très peu modifié depuis sa construction, présente un aspect défensif, comme l'attestent, les trous de fusils prenant en enfilade les façades et les pignons, les mâchicoulis intérieurs et les grilles protégeant les soupiraux. Sa façade arrière n'ayant que peu d'ouvertures. Il est l'un des édifices les mieux conservés du XVIe siècle dans le Coutançais. Deux tours, une devant et l'autre à l'arrière abritent chacune un escalier qui dessert les différentes pièces. Le corps de logis est dans sa partie centrale, haut de deux niveaux, de trois dans sa partie méridionale comme dans la partie endommagée en 1588. Les fenêtres, comme c'est l'usage dans le clos du Cotentin, avec leurs meneaux à section carrée sans mouluration, sont caractéristiques des constructions Henri IV - Louis XIII, comme les deux lucarnes surmontées d'un fronton (architecture) semi-circulaire.
Au logis s'ajoutent les bâtiments nécessaires à l'exploitation des terres. Disposés en quadrilatère autour d'une cour, hormis le logis, on trouve un pressoir ancien, encore en activité dans les années 1950, une écurie avec son pavage originel du XVIe siècle et une grange. Seule la boulangerie est à l'écart afin de prévenir le risque d'incendie. Le jardin entouré de douves asséchées aujourd'hui ainsi qu'un étang alimenté par des sources, complètent l'ensemble.

## Protection
Sont inscrits par arrêté du 11 août 1975 :
- les façades et toitures ainsi que le plafond et la cheminée de la grande salle du rez-de-chaussée ;
- les façade et toiture ainsi que le mécanisme du pressoir.

Sont inscrits par arrêté du 4 juin 1993 :
- le logis ;
- le pressoir ;
- la boulangerie ;
- les écuries et grange ;
- la pièce d'eau et douves qui la prolongent ;
- l'assiette de l'ancien jardin telle qu'elle figure sur le cadastre ancien.

## Visite
Les extérieurs, le pressoir, la boulangerie, les écuries et les bords de l'étang sont accessibles à la visite du 1er juillet au 31 août, et le reste de l'année, sur rendez-vous.

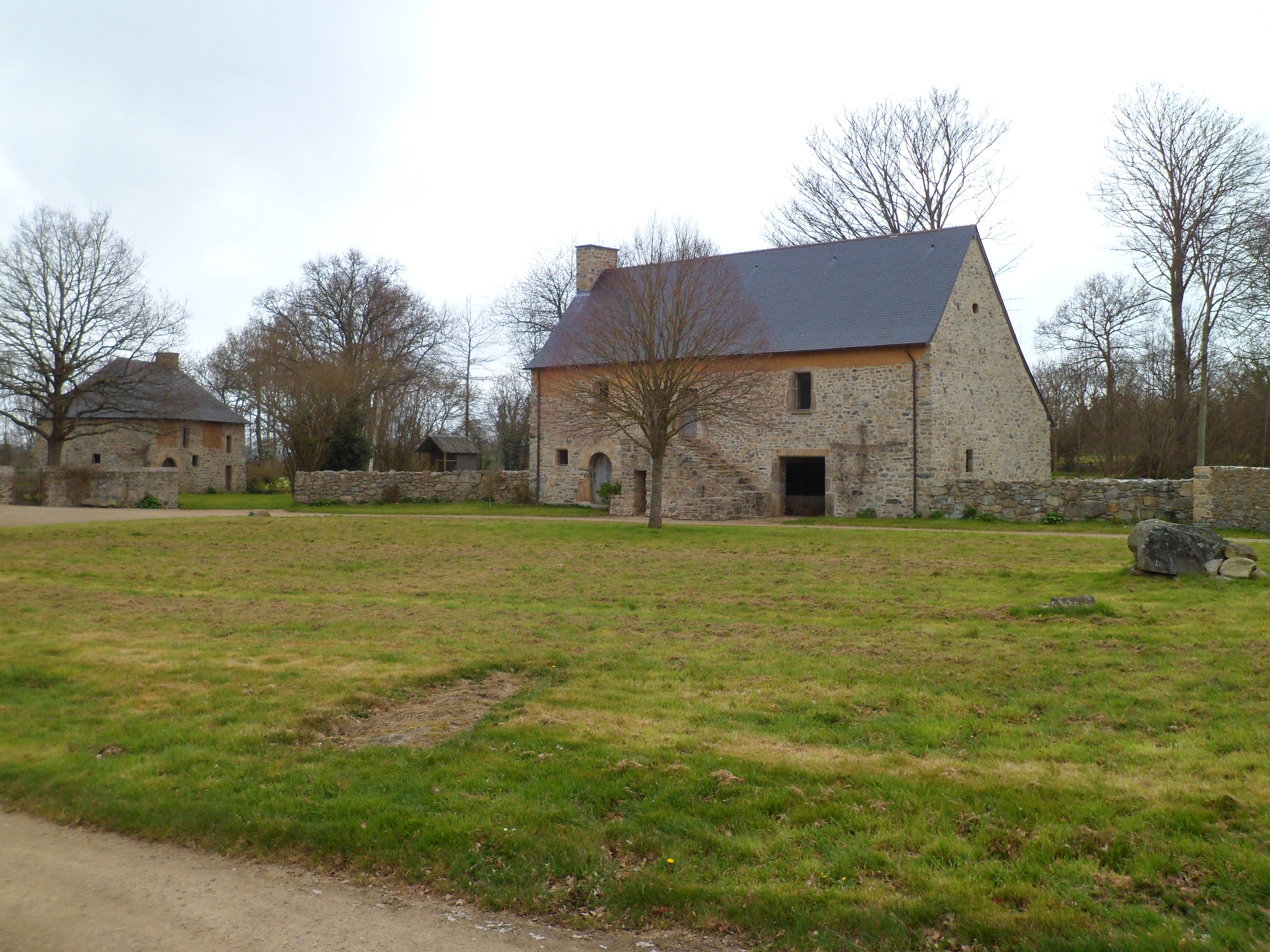
Le logis.
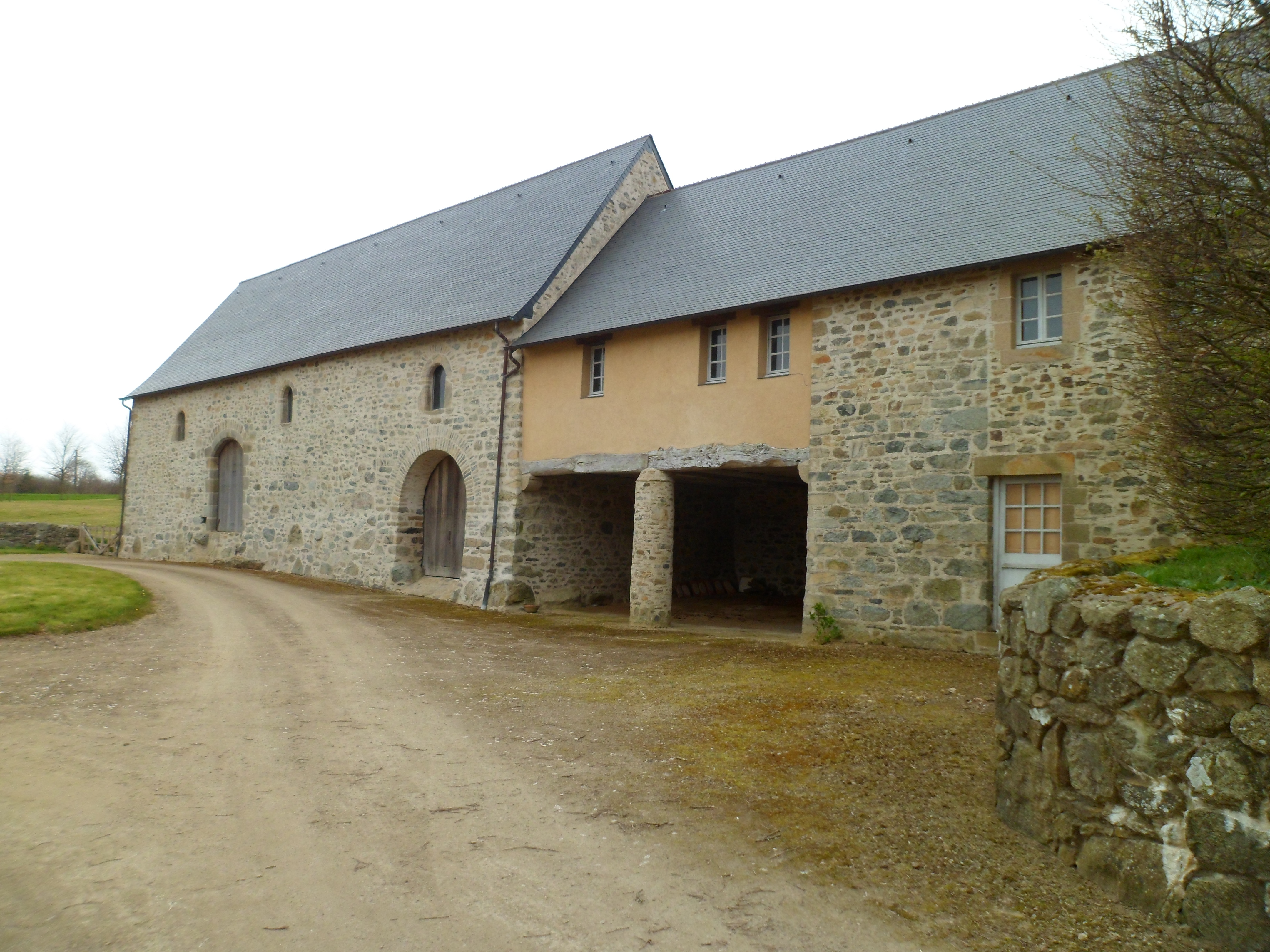
La grange et l'écurie.
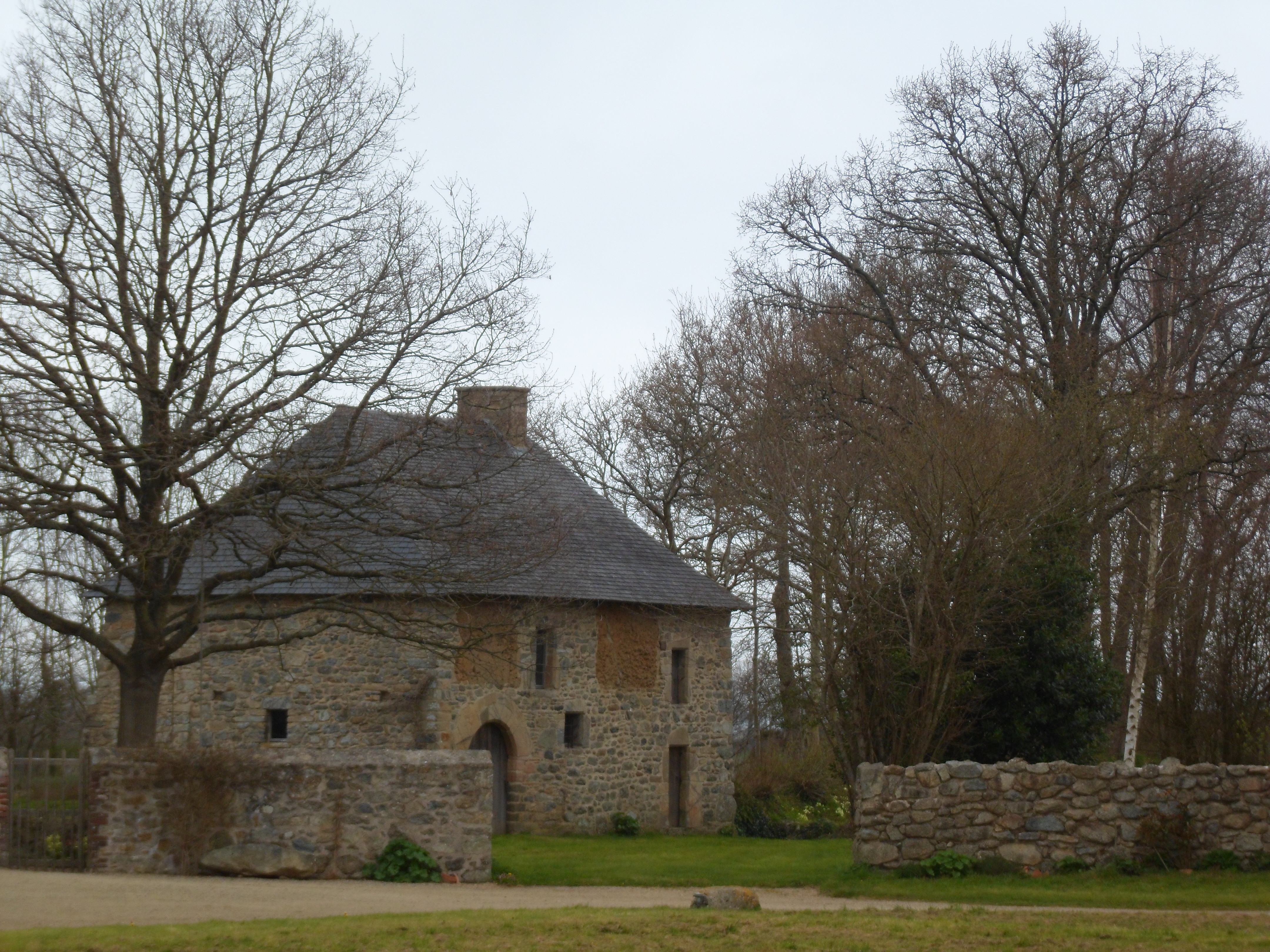
La boulangerie.